# Elizabeth Butler-Sloss
Pour les articles homonymes, voir Sloss.
Ann Elizabeth Oldfield Butler-Sloss (née Havers ; le 10 août 1933), est une juge anglaise à la retraite. Elle est la première femme Lord Justice of Appeal et, jusqu'en 2004, la juge la plus élevée du Royaume-Uni. Jusqu'en juin 2007, elle préside les enquêtes sur la mort de Diana, princesse de Galles et Dodi Al-Fayed. 

## Jeunesse
Fille de Sir Cecil Havers, juge, et d'Enid Flo Havers (née Snelling), elle est sœur du Lord grand chancelier, Michael Havers, et est la tante de ses fils, l'acteur Nigel Havers et l'avocat Philip Havers. Elle fait ses études à la Broomfield House School à Kew, à l'ouest de Londres, et à la Wycombe Abbey School à High Wycombe dans le Buckinghamshire, suivie d'une année à l'Université de Lausanne . Elle passe le barreau sans diplôme universitaire.
Elle se présente comme candidate conservatrice à Vauxhall lors de l'élection du Conseil du comté de Londres en 1958 et dans la circonscription équivalente aux élections générales de 1959, où elle remporte 38% des voix, mais est battue par le député travailliste George Strauss.

## Carrière juridique
Elle est admise au barreau du Inner Temple en 1955. En 1958, elle épouse Joseph Butler-Sloss. Elle est nommée registraire au Greffe principal de la Division de la famille en 1970. En 1979, elle est la quatrième femme à être nommée juge de la Haute Cour après Elizabeth Lane, Rose Heilbron et Margaret Booth. Comme toutes les anciennes juges de la Haute Cour, elle est affectée à la Division de la famille. Elle est également nommée Dame Commandeur de l'Ordre de l'Empire britannique (DBE). 
En 1988, elle devient la première femme nommée Lord Justice of Appeal (juge de la Cour d'appel), ayant présidé l'enquête sur la maltraitance des enfants de Cleveland l'année précédente. En 1999, elle est présidente de la Division de la famille de la Haute Cour de justice, la première femme à occuper ce poste et la plus haute juge au Royaume-Uni jusqu'à ce que Brenda Hale devienne la première femme Lord of Appeal in Ordinary, en janvier 2004. Elle est connue officiellement sous le nom de « Lord Justice Butler-Sloss » jusqu'à ce que Thomas Henry Bingham émette une directive de pratique en 1994 pour la désigner de manière informelle sous le nom de « Lady Justice Butler-Sloss » ; le titre officiel du paragraphe 2 (3) de la loi de 1981 sur les tribunaux supérieurs est modifiée par la loi de 2003 sur les tribunaux.
Elle est avancée au rang de Dame Grand Croix de l'Ordre de l'Empire britannique (GBE) dans les honneurs du Nouvel An 2005 . Le 12 janvier 2005, elle prend sa retraite, remplacée à la présidence de la Division de la famille par Sir Mark Potter, alors Lord Justice of Appeal.
Le 3 mai 2006, la commission des nominations de la Chambre des lords annonce qu'elle ait partie des sept nouveaux pairs à vie - les soi-disant «pairs du peuple». Elle est créée baronne Butler-Sloss, de Marsh vert dans le comté de Devon, le 13 juin 2006, siégeant comme crossbencher. Le 4 août 2006, elle est nommée à la Cour des causes ecclésiastiques réservées pour une période de cinq ans.
Le 7 septembre 2006, elle est nommée coroner adjointe de la maison de la reine et coroner adjointe adjointe de Surrey afin de suivre l'enquête sur le décès de Diana, princesse de Galles ,,.
Le 2 mars 2007, elle est nommée coroner adjointe adjointe pour Inner West London afin de transférer la compétence de l'enquête à Inner West London afin que la procédure puisse se tenir devant la Royal Courts of Justice. Le 24 avril 2007, elle annonce qu'elle démissionne en juin 2007, affirmant qu'elle n'a pas l'expérience requise pour mener une enquête avec un jury. Le rôle de coroner pour les enquêtes est transféré au Lord Justice Scott Baker. Cela avait été précédé par l'annulation par la Haute Cour de sa décision antérieure de tenir l'enquête sans jury.
Elle devient chancelière de l'université de l'Ouest de l'Angleterre en 1993, Visitor et fellow honoraire du St Hilda's College, d'Oxford, fellow honoraire de Peterhouse, de Cambridge, du Corpus Christi College, de Cambridge, du King's College de Londres, du Royal College of Physicians, du Royal College of Psychiatrists et le Collège royal de la pédiatrie et de la santé infantile. Elle siège au jury de sélection du Queen's Counsel. En décembre 2004, elle reçoit un doctorat honorifique en droit de l'Université de Bath et, en juin 2005, un diplôme honorifique de l'Open University comme docteur de l'université. Elle est présidente de la Commission de sécurité avant son abolition en 2010 .
Le 8 juillet 2014, elle est nommée à la présidence de l'enquête à grande échelle sur les cas d'abus sexuels sur enfants au cours des décennies précédentes , en particulier le Dossier pédocriminel de Westminster. Elle démissionne le 14 juillet après une pression croissante de la part des groupes de victimes et des députés sur sa pertinence car son frère était procureur général au moment de certains des abus en question , et sa réticence perçue à inclure l'ancien évêque anglican Peter Ball dans le champ de l'enquête .

## Vie privée
Elle est mariée avec Joseph William Alexander Butler-Sloss, le couple a trois enfants:
- L'hon. Frances Ann Josephine Butler-Sloss (aujourd'hui Richmond) (née le 13 octobre 1959);
- L'hon. Robert Joseph Neville Galmoye Butler-Sloss (né le 15 juillet 1962); marié à l'hon. Sarah Jane Sainsbury, fille de Lord John Sainsbury (baron Sainsbury de Preston Candover), président de Sainsbury's [12]
- L'hon. William Edmund Minchin Patchell Butler-Sloss (né le 21 septembre 1967, décédé le 13 mars 2018); marié à l'hon. Victoria Harwood, comédienne et auteur. William est décédé d'un cancer de l'estomac en 2018 à l'âge de 50 ans [13].

La baronne Butler-Sloss est une anglicane pratiquante. En 2002, elle préside la commission des nominations de la Couronne chargée de la sélection d'un nouvel archevêque de Cantorbéry. Elle est présidente du conseil consultatif de la cathédrale Saint-Paul de 2000 à 2009 . La baronne Butler-Sloss est actuellement présidente de la Commission sur la religion et la croyance dans la vie publique britannique . Depuis 2015, elle vit dans l'est du Devon.